# Bela nedeja
Bela nedeja je tradicionalni trodnevni sajam u Kastvu. Slavi se u čast mladog vina i početka jeseni, a spominje se već u Zakonu Grada Kastva iz 1400. godine; raznovrsna sajamska ponuda i prateći kulturno-zabavni programi.
Prva subota, nedjelja i ponedjeljak u listopadu dani su ponude i kušanja tek otočene mlade belice, autohtonoga bijeloga vina Kastavštine. Bela nedeja nije samo sajam mladoga vina, već se u Kastvu od davnina tih dana, uz prezentaciju starih zanata, priređuje velik sajam svakovrsne robe, uz brojne ugostiteljske štandove, te mnoštvo kulturnih događanja. Bela nedeja ima višestoljetnu tradiciju, a spominje se još u Zakonu grada Kastva iz 1400. godine.